# Sarraceno (cómic)
Sarraceno es el nombre de dos personajes ficticios que aparecen en los cómics estadounidenses publicados por Marvel Comics. El primer Sarraceno llamado Muzzafar Lambert es enemigo de Punisher. El segundo Sarraceno es miembro de una secta de vampiros llamada los Antiguos.
La versión vampírica de Sarraceno aparece en la serie de Disney+ She-Hulk: Attorney at Law (2022), interpretado por Terrence Clowe.

## Historial de publicaciones
El personaje hizo su primera aparición en The Punisher #22 (agosto de 1989), creado por Mike Baron y Erik Larsen, y reapareció en The Punisher War Journal #25-27, así como en The Punisher #47-48 y The Punisher War Journal. #33. Luego, el personaje fue asesinado en el cómic de una sola vez The Punisher: Empty Quarter, aunque una versión de él de un universo alternativo apareció más tarde en Exiles # 99.
La versión vampírica de Sarraceno apareció por primera vez en Blade #1 (diciembre de 1999), creada por el escritor y artista Bart Sears.

## Biografía ficticia

### Muzzafar Lambert
Un mercenario y asesino trotamundos cuyas acciones, como el saqueo de cruceros y la voladura de aviones comerciales, lo han llevado a ser tildado de terrorista, Sarraceno proviene de un país árabe no revelado y se dice que está felizmente casado.
Sarraceno se encontró por primera vez con Punisher cuando los dos se infiltraron en el mismo "campo de entrenamiento ninja" dirigido por estafadores en Kansas. Cuando los empleados del campamento comienzan a asesinar a los estudiantes, al darse cuenta de que hay saboteadores entre ellos, Sarraceno y Punisher trabajan juntos para sobrevivir, y Sarraceno explica que se había inscrito en el campamento para discernir quién de sus antiguos estudiantes era responsable del envenenamiento de uno de los líderes del Ejército Armenio Libre. Después de que matan a los instructores del campamento, Punisher salva a Sarraceno de una explosión que inmola al dueño del establecimiento, Chester Scully.
Sarraceno continúa trabajando para un senador corrupto de Florida, quien lo envía a Palermo para ayudar a la familia criminal Bessucho (que está dirigida por el primo del senador) a eliminar a Punisher. Sarraceno se enfrenta a Punisher en un escondite de armas propiedad de los parientes separados de Punisher, Rocco y Esmeralda Castiglione. Los dos se involucran en una batalla que termina con Punisher explotando el área, aunque Sarraceno sobrevive y asesina a Rocco y Esmeralda. Posteriormente, Punisher incrimina a Sarraceno por su propio asesinato del senador corrupto, que estaba patrocinando a Sarraceno para la ciudadanía estadounidense.
Sarraceno, que opera bajo el nombre de Coronel Halcón, posteriormente se alía con un país del Medio Oriente llamado Trafia. Cuando Punisher es capturado por el ejército de Trafian, Sarraceno ordena que sea ejecutado de una manera que envíe un mensaje a los enemigos de Trafia, como la nación de Zukistan. Punisher escapa e intenta matar a Sarraceno, pero es obligado a perdonarlo por Microchip, y revela que Sarraceno en realidad está trabajando para y bajo la protección de los gobiernos de Zukistán e Israel.
Sarraceno procede a viajar a Siberia a instancias de un general ruso renegado que se ha hecho cargo de una refinería de petróleo y está tratando de separarse de la Unión Soviética. Contratado para asesorar al general y suministrarle mercancías, Sarraceno huye cuando es atacada la refinería por Punisher.
Mientras desmantela una red de narcóticos, Punisher encuentra a Sarraceno trabajando para los capos de la droga en Perú, y entre sus posesiones descubre una invitación a una "convención terrorista" que se lleva a cabo en Rub' al Khali. Con la ayuda de las autoridades bolivianas, Punisher puede capturar a Sarraceno y asumir su identidad para infiltrarse en Rub 'al Khali. Sarraceno es liberado del encarcelamiento por sus asociados peruanos y viaja a Rub 'al Khali, llegando justo cuando Punisher y su aliada, Rose Kugel, hacen estallar la Primera Convención Internacional contra el Terrorismo. Sarraceno les tiende una emboscada a los dos y obliga a Punisher a una pelea de espadas; el duelo concluye con Punisher desmembrando y empalando a Sarraceno.

### Vampiro
Sarraceno es miembro de los Antiguos, un grupo de vampiros que se consideran algunos de los chupadores de sangre más antiguos que se conocen. Se escondió debajo del Vaticano durante muchos años antes de que lo despertaran para convocar al demonio Reaper. El ha sobrevivido con éxito hasta la era moderna. Por lo tanto, se le considera miembro del grupo de vampiros extremadamente longevos conocidos como los Antiguos, junto con Nosferatu, Verdelet, Boy, Maracen y Lamia.

## Otras versiones

### Exiles
La contraparte de Sarraceno en la Tierra-1009 es un superhéroe y miembro de los Vengadores Reales. Él y sus compañeros de equipo, Iron Lord y American Boy, intentan arrestar a la versión de Rogue de su mundo, pero es salvada por el miembro de los Exiles, Morfo.

## En otros medios
Una variación del vampírico Sarraceno aparece en el episodio de la serie de Disney + / Marvel Cinematic Universe, She-Hulk: Attorney at Law (2022), "The Retreat", interpretado por Terrence Clowe. Esta versión es un vampiro autoproclamado y miembro del retiro espiritual de Emil Blonsky llamado Summer Twilight.